# Leichtathletik-Länderkampf der Männer 1932 Deutschland – Frankreich
| 1. Leichtathletik-Länderkampf mit deutscher Beteiligung 1932 | 1. Leichtathletik-Länderkampf mit deutscher Beteiligung 1932 |
| ------------------------------------------------------------ | ------------------------------------------------------------ |
|                                                              |                                                              |
| Ländervergleich der Männer: Deutschland – Frankreich         |                                                              |
| Austragungsort                                               | Düsseldorf                                                   |
| Wettbewerbe                                                  | 15                                                           |
| Datum                                                        | 18. September 1932                                           |
| 1. GER 2. FRA                                                | 87 Punkte 64 Punkte                                          |
| Chronik                                                      |                                                              |
| ← letzter LK 1931: 00FRA-GER (M)                             | GER-SUI (M) →                                                |

Der erste Vergleich im Leichtathletik-Länderkampfjahr 1932 fand in der deutschen Stadt Düsseldorf gegen Frankreich statt. Termin war der 18. September, an dem in Weimar parallel das Aufeinandertreffen mit der Schweiz ausgetragen wurde. Teilnehmer waren in beiden Vergleichen nur die Männer. In der siebten Begegnung der beiden Länder und dem insgesamt 25. Länderkampf einer deutschen Mannschaft setzte sich Deutschland deutlich mit 87 zu 64 Punkten durch.

## Wettbewerbe
Der Hochsprung, der im Ländervergleich mit Frankreich im Vorjahr ausgespart worden war, gehörte in diesem Jahr wieder wie gewohnt zum Wettkampfprogramm.

## Modus
Die Regeln waren dieselben wie bei den letzten Begegnungen der beiden Teams. Jede Mannschaft trat in den Einzelwettbewerben mit je zwei Teilnehmern an. Die Sieger erhielten jeweils fünf Punkte, die Zweitplatzierten jeweils drei und die Drittplatzierten je zwei Punkte. Die Athleten auf dem jeweils vierten Rang kamen noch mit je einem Punkt in die Wertung. In den beiden Staffeln brachte Platz eins drei Punkte und Platz zwei einen Punkt.

## Resultate

### 100 m
| Platz | Athlet            | Land | Zeit (s) |
| ----- | ----------------- | ---- | -------- |
| 1     | Arthur Jonath     | GER  | 10,8     |
| 2     | Erich Borchmeyer  | GER  | 10,9     |
| 3     | Maurice Rousseaux | FRA  | 11,0     |
| 4     | Alphonse Jalabert | FRA  | 11,1     |

### 200 m
| Platz | Athlet            | Land | Zeit (s) |
| ----- | ----------------- | ---- | -------- |
| 1     | Erich Borchmeyer  | GER  | 22,0     |
| 2     | Maurice Rousseaux | FRA  | 22,5     |
| 3     | Friedrich Hendrix | GER  | 22,7     |
| 4     | Robert Paul       | FRA  | 22,7     |

### 400 m
| Platz | Athlet          | Land | Zeit (s) |
| ----- | --------------- | ---- | -------- |
| 1     | Harry Voigt     | GER  | 48,2     |
| 2     | Adolf Metzner   | GER  | 48,8     |
| 3     | Georges Guillez | FRA  | 50,0     |
| 4     | Joseph Jackson  | FRA  | 50,3     |

### 800 m
| Platz | Athlet          | Land | Zeit (min) |
| ----- | --------------- | ---- | ---------- |
| 1     | Jean Keller     | FRA  | 1:54,8     |
| 2     | Alwin Paul      | GER  | 1:55,2     |
| 3     | Jean Charavalle | FRA  | 1:56,0     |
| 4     | Karl Lefeber    | GER  | 1:56,2     |

### 1500 m
| Platz | Athlet         | Land | Zeit (min) |
| ----- | -------------- | ---- | ---------- |
| 1     | Fritz Schilgen | GER  | 4:00,6     |
| 2     | Séra Martin    | FRA  | 4:00,8     |
| 3     | Otto Peltzer   | GER  | 4:01,4     |
| 4     | René Desroches | FRA  | 4:10,0     |

### 5000 m
| Platz | Athlet              | Land | Zeit (min) |
| ----- | ------------------- | ---- | ---------- |
| 1     | Max Syring          | GER  | 15:09,2    |
| 2     | André-Louis Laforge | FRA  | 15:12,0    |
| 3     | Fritz Schaumburg    | GER  | 15:19,2    |
| 4     | Raoul Morier        | FRA  | 15:26,2    |

### 110 m Hürden
| Platz | Athlet                | Land | Zeit (s) |
| ----- | --------------------- | ---- | -------- |
| 1     | Ferdinand Beschetznik | GER  | 15,2     |
| 2     | Willi Welscher        | GER  | 15,3     |
| 3     | Henri Bernard         | FRA  | 16,0     |
| 4     | André Adelheim        | FRA  | 16,3     |

### 4 × 100 m Staffel
| Platz | Besetzung       | Land                                                                | Zeit (s) |
| ----- | --------------- | ------------------------------------------------------------------- | -------- |
| 1     | Deutsches Reich | Friedrich Hendrix Franz Buthe-Pieper Erich Borchmeyer Arthur Jonath | 42,0     |
| 2     | Frankreich      | Alphonse Jalabert Robert Paul René Oberle Maurice Rousseaux         | 42,8     |

### 4 × 400 m Staffel
| Platz | Besetzung       | Land                                                     | Zeit (min) |
| ----- | --------------- | -------------------------------------------------------- | ---------- |
| 1     | Frankreich      | Joseph Jackson André Adelheim René Morel Georges Guillez | 3:22,2     |
| 2     | Deutsches Reich | Hans Nöller Heinz Bergmann Hans Münzinger Walter Nehb    | 8 m zurück |

### Hochsprung
| Platz | Athlet           | Land | Höhe (m) |
| ----- | ---------------- | ---- | -------- |
| 1     | Werner Bornhöfft | GER  | 1,81     |
| 2     | Louis Philippon  | FRA  | 1,80     |
| 3     | Otto Betz        | GER  | 1,80     |
| 4     | Porcin           | FRA  | 1,75     |

### Stabhochsprung
| Platz | Athlet           | Land | Höhe (m) |
| ----- | ---------------- | ---- | -------- |
| 1     | Julius Müller    | GER  | 3,90     |
| 2     | Robert Vintousky | FRA  | 3,70     |
| 3     | Hans Born        | GER  | 3,60     |
| 4     | Pierre Ramadier  | FRA  | 3,50     |

### Weitsprung
| Platz | Athlet                | Land | Weite (m) |
| ----- | --------------------- | ---- | --------- |
| 1     | Robert Paul           | FRA  | 7,22      |
| 2     | Kurt Mölle            | GER  | 7,16      |
| 3     | Victor Barlier        | FRA  | 7,01      |
| 4     | Hans-Heinrich Sievert | GER  | 6,79      |

Datum: 24. Juni

### Kugelstoßen
| Platz | Athlet                | Land | Weite (m) |
| ----- | --------------------- | ---- | --------- |
| 1     | Hans-Heinrich Sievert | GER  | 14,91     |
| 2     | Jules Noël            | FRA  | 14,50     |
| 3     | Édouard Duhour        | FRA  | 14,47     |
| 4     | Willi Berg            | GER  | 14,41     |

### Diskuswurf
| Platz | Athlet                | Land | Weite (m) |
| ----- | --------------------- | ---- | --------- |
| 1     | Paul Winter           | FRA  | 48,51     |
| 2     | Jules Noël            | FRA  | 45,47     |
| 3     | Hans-Heinrich Sievert | GER  | 44,35     |
| 4     | Arthur Kilo           | GER  | 41,14     |

### Speerwurf
| Platz | Athlet           | Land | Weite (m) |
| ----- | ---------------- | ---- | --------- |
| 1     | Friedrich Gerdes | GER  | 60,70     |
| 2     | Alfred Gassner   | FRA  | 57,05     |
| 3     | Erich Stoschek   | GER  | 55,51     |
| 4     | Marc Doré        | FRA  | 54,13     |